# Costa del Clot
La Costa del Clot és una costa de muntanya del terme municipal de Conca de Dalt, a l'antic terme de Toralla i Serradell, al Pallars Jussà, en territori del poble de Serradell.
Està situat al sud de Serradell, al vessant septentrional de la Serra de Sant Salvador, al nord de lo Raset. Al capdamunt de la Costa del Clot es troba l'Obac de Serradell, i hi discorre la Pista del Bosc de Serradell.